# Welcome to the Rileys
Welcome to the Rileys är en amerikansk dramafilm från 2010, regisserad av Jake Scott.

## Tagline
- You never know who's going to be your wake-up call.

## Rollista i urval
- James Gandolfini - Doug Riley
- Kristen Stewart - Malory
- Melissa Leo - Lois Riley
- Joe Chrest - Jerry
- Tiffany Coty - Tara
- Eisa Davis - Vivian